# Custer County Courthouse
La Custer County Courthouse est un palais de justice américain situé à Custer, dans le comté de Custer, au Dakota du Sud. Construite en 1881, elle est inscrite au Registre national des lieux historiques depuis le 27 novembre 1972.